# Oman na Letnich Igrzyskach Olimpijskich 1996
Oman na Letnich Igrzyskach Olimpijskich 1996 reprezentowało czterech zawodników (sami mężczyźni). Był to czwarty start reprezentacji Omanu na letnich igrzyskach olimpijskich.

## Skład kadry

### Kolarstwo szosowe

#### Mężczyźni
| Zawodnik                   | Konkurencja                | Czas | Pozycja | Źródło |
| -------------------------- | -------------------------- | ---- | ------- | ------ |
| Youssef Khanfar Al-Shakali | Wyścig ze startu wspólnego | DNF  | DNF     | [ 1 ]  |

### Lekkoatletyka

#### Konkurencje biegowe

##### Mężczyźni
| Zawodnik         | Konkurencja   | Eliminacje | Eliminacje | Ćwierćfinały | Ćwierćfinały | Półfinały | Półfinały | Finał | Finał   | Źródło |
| Zawodnik         | Konkurencja   | Czas       | Pozycja    | Czas         | Pozycja      | Czas      | Pozycja   | Czas  | Pozycja | Źródło |
| ---------------- | ------------- | ---------- | ---------- | ------------ | ------------ | --------- | --------- | ----- | ------- | ------ |
| Mohamed Al-Houti | Bieg na 200 m | 21.10      | 6.         | NQ           | NQ           | NQ        | NQ        | NQ    | NQ      | [ 2 ]  |

### Pływanie

#### Mężczyźni
| Zawodnik                 | Konkurencja            | Eliminacje | Eliminacje | Finał | Finał   | Źródło |
| Zawodnik                 | Konkurencja            | Czas       | Pozycja    | Czas  | Pozycja | Źródło |
| ------------------------ | ---------------------- | ---------- | ---------- | ----- | ------- | ------ |
| Rashid Salim Al-Ma'Shari | 1500 m stylem dowolnym | 18:11.59   | 34.        | NQ    | NQ      | [ 3 ]  |

### Strzelectwo

#### Mężczyźni
| Zawodnik          | Konkurencja                      | Eliminacje | Eliminacje | Finał           | Finał        | Finał   | Źródło |
| Zawodnik          | Konkurencja                      | Punkty     | Pozycja    | Punkty w finale | Suma punktów | Pozycja | Źródło |
| ----------------- | -------------------------------- | ---------- | ---------- | --------------- | ------------ | ------- | ------ |
| Khalifa Al-Khatry | karabin pneumatyczny 10 m        | 578 pkt    | 37.        | NQ              | NQ           | NQ      | [ 4 ]  |
| Khalifa Al-Khatry | karabin małokalibrowy 50 m leżąc | 584 pkt    | 50.        | NQ              | NQ           | NQ      | [ 5 ]  |